# Бэмгбойе, Фуншо
Фу́ншо Ибраги́м Бэмгбойе́ (англ. Funsho Ibrahim Bamgboye; 9 января 1999, Ибадан, Нигерия) — нигерийский футболист, нападающий клуба «Хатайспор».

## Карьера
Воспитанник сенегальского отделения академии «Эспайр». В 2017 году перешёл в венгерский «Халадаш». Дебютировал за клуб в феврале 2017 в матче против «Уйпешта».
В июле 2019 года перешёл в «МОЛ Фехервар». Дебют за клуб состоялся в матче с «Ференцварошем». В августе 2020 года сыграл в квалификации Лиги Европы УЕФА. Отыграл матч первого круга против «Богемиана» и вышел на замену в матче квалификационного раунда против льежского «Стандарда», но «Фехервар» проиграл и вылетел из еврокубков. В июле 2021 года Бэмгбойе дебютировал в Лиге конференций. В матче первого круга соперником «Фехервара» стал армянский «Арарат». Дома команды сыграли вничью, но в гостях венгры проиграли со счётом 0:2.

## Карьера в сборной
Впервые дебютировал за сборную Нигерии до 17 лет в сентябре 2015 года в матче со сборной Южной Кореи. Фуншо удалось забить на 26-й минуте. Сборные сыграли вничью со счётом 1:1.
В октябре 2015 года дебютировал на чемпионате мира до 17 лет, проходившем в Чили. Нигерийцы попали в группу к сборным США, Хорватии и Чили. Бэмгбойе удалось отличиться голевой передачей в матче со сборной США. Нигерия вышла из группы и с разгромом обыграла в 1/8 сборную Австралии со счётом 6:0. В 1/4 удалось пройти сборную Бразилии, но полуфинал Бэмгбойе пропустил из-за перебора жёлтых карточек. В финале сыграли сборные Мали и Нигерии. Благодаря голам Виктора Осимхена и Фуншо Бэмгбойе нигерийцам удалось выиграть Чемпионат мира по футболу до 17 лет.

## Достижения
Нигерия (до 17)
- Чемпионат мира по футболу до 17 лет — 2015